# 카를로스 나바로 (태권도 선수)
카를로스 루벤 나바로 발데스(스페인어: Carlos Rubén Navarro Valdez, 1996년 5월 8일~)는 멕시코의 태권도 선수이다. 2016년 하계 올림픽 태권도 남자 플라이급에 참가했으며, 세계 선수권 대회에서 동메달 2개, 팬아메리칸 게임에서 금메달 1개, 동메달 1개, 팬아메리카 선수권 대회에서 금메달 2개, 동메달 1개를 획득했다.